# Le Haut-Richelieu
Le Haut-Richelieu (AFI: [(lə)oʀiʃəljø]) es un municipio regional de condado de la provincia de Quebec en Canadá. Está ubicado en la región de Montérégie-Est en Montérégie. La sede y ciudad más grande del MRC es Saint-Jean-sur-Richelieu.

## Geografía

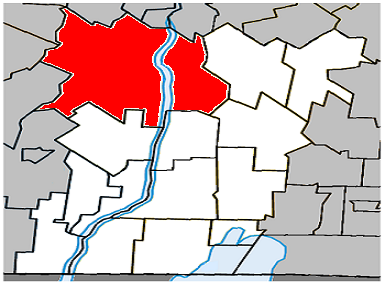
localización de Le Haut-Richelieu, en rojo Saint-Jean-sur-Richelieu

Le Haut-Richelieu está localizado a 25 kilómetros al sureste de Montreal y vecino a la frontera estadounidense donde las aguas del lago Champlain desembocan en el río Richelieu. El MRC se encuentra entre los MRC de La Vallée-du-Richelieu y de Rouville al norte, Brome-Missisquoi el este, los condados de Clinton en el estado estadounidense de Nueva York así como los condados de Grand Isle y Franklin en el estado de Vermont al sur, el MRC de Les Jardins-de-Napierville al oeste y el de Roussillon al noroeste.

## Historia

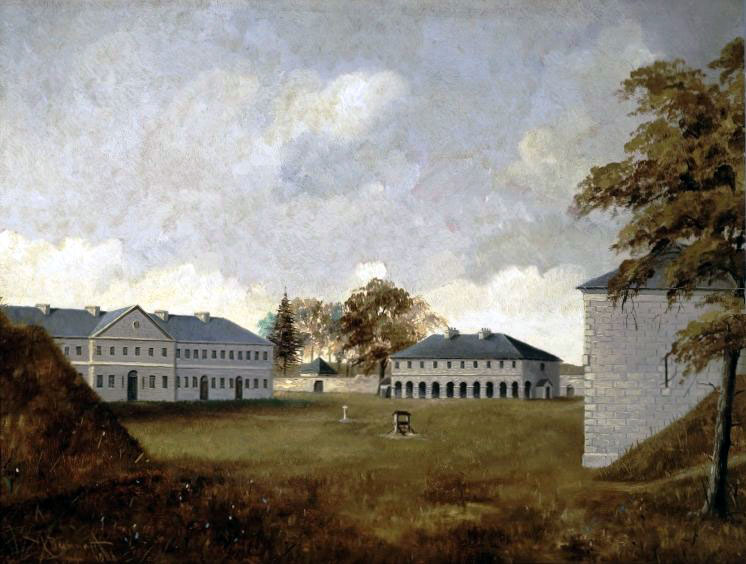
Fort Lennox en la Île aux Noix (1886)

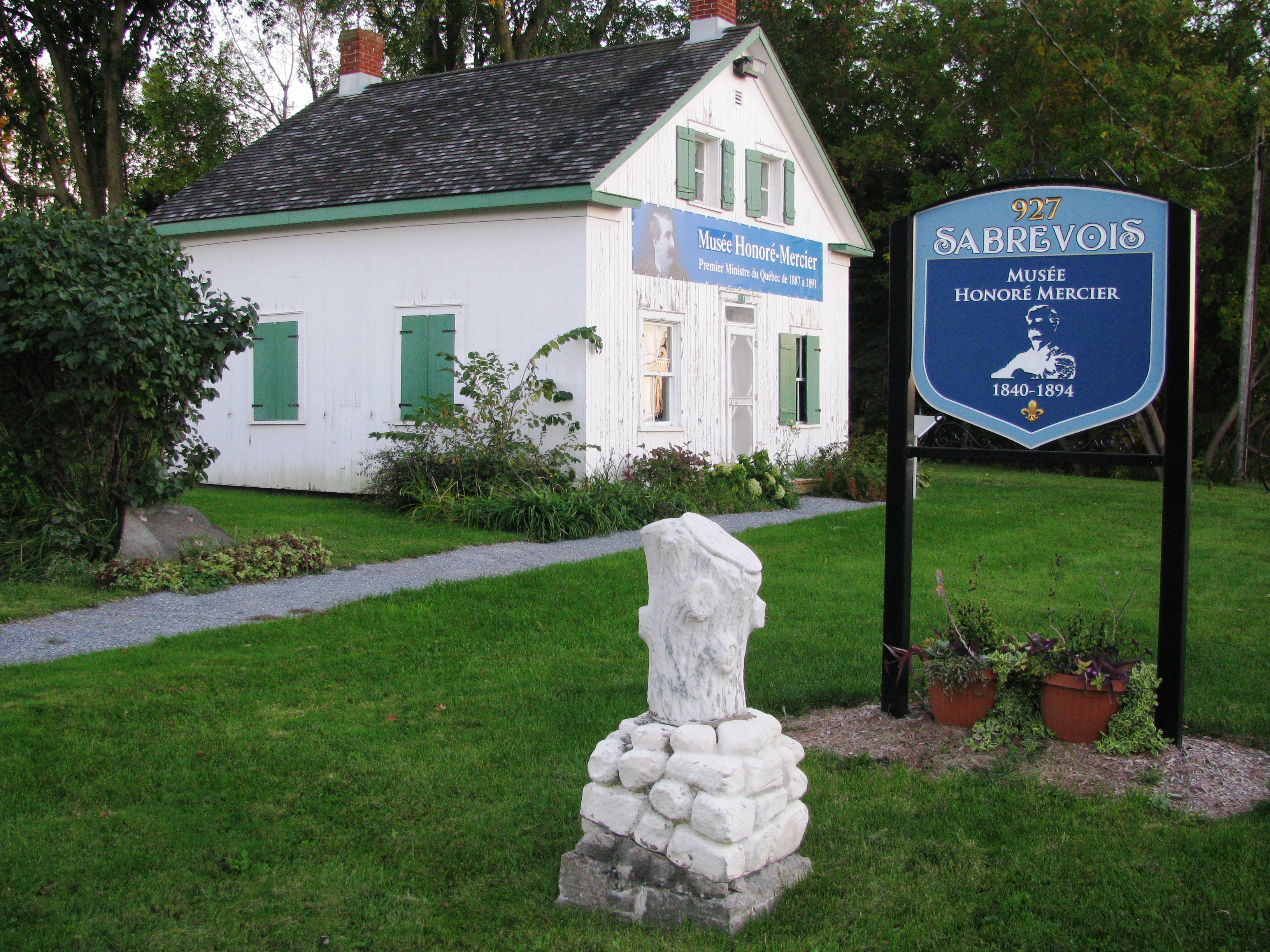
Casa natal de Honoré Mercier en Sainte-Anne-de-Sabrevois

El nombre de la entidad traduce la geografía regional. El nombre del río Richelieu honora el cardinal francés Richelieu. Por su localización entre el valle del San Lorenzo y el valle del Hudson, el territorio de Le Haut-Richelieu fue el sitio de batallas, particularmente en la Île aux Noix durante la guerra franco-india después la guerra anglo-estadounidense de 1812. El MRC de Le Haut-Richelieu fue creado en 1982 para suceder a los antiguos condados de Saint-Jean, de Iberville y de Missisquoi (en parte).

## Política
Hace parte de las circunscripciones electorales de Saint-Jean, Iberville y Huntingdon a nivel provincial y de Saint-Jean y Brome-Missiquoi a nivel federal.

## Demografía
Según el Censo de Canadá de 2011, había 114 340 personas residiendo en este MRC con una densidad de población de 122,1 hab./km².

## Componentes
Hay 14 municipios en el MRC.
| Código | Nombre                         | Tipo      | Fecha de constitución | Área total (km²) | Área agua (km²) | Área tierra (km²) | Población 2013 | Gentilicio (en francés) | Densidad (hab./km²) | DT | Número de concejales | CEP                                |
| ------ | ------------------------------ | --------- | --------------------- | ---------------- | --------------- | ----------------- | -------------- | ----------------------- | ------------------- | -- | -------------------- | ---------------------------------- |
| 56005  | Venise-en-Québec               | Municipio | 01.01.1950            | 20,21            | 7,11            | 13,10             | 1640           | Vénisien, ne            | 125,2               | S  | 6                    | Iberville                          |
| 56010  | Saint-Georges-de-Clarenceville | Municipio | 27.12.1989            | 81,37            | 18,53           | 62,84             | 1093           | Clarencevillois, e      | 17,4                | S  | 6                    | Iberville                          |
| 56015  | Noyan                          | Municipio | 01.07.1855            | 49,76            | 4,98            | 44,78             | 1342           | Noyantais, e            | 30,0                | S  | 6                    | Iberville                          |
| 56023  | Lacolle                        | Municipio | 13.09.2001            | 53,32            | 3,99            | 49,33             | 2738           | Lacollois, e            | 55,5                | S  | 6                    | Huntingdon                         |
| 56030  | Saint-Valentin                 | Municipio | 01.07.1855            | 39,26            | 0,01            | 39,25             | 478            | Valentin, e             | 12,2                | S  | 6                    | Huntingdon                         |
| 56035  | Saint-Paul-de-l'Île-aux-Noix   | Municipio | 18.11.1898            | 37,23            | 7,35            | 29,88             | 1904           | Paulinoix, -oise        | 63,7                | S  | 6                    | Huntingdon                         |
| 56042  | Henryville                     | Municipio | 15.12.1999            | 69,28            | 4,64            | 64,62             | 1434           | Henryvillois, e         | 22,2                | S  | 6                    | Iberville                          |
| 56050  | Saint-Sébastien                | Municipio | 17.02.1865            | 63,72            | 0,09            | 63,64             | 761            | Sébastinois, e          | 12,0                | S  | 6                    | Iberville                          |
| 56055  | Saint-Alexandre                | Municipio | 17.09.1988            | 75,99            | 0,25            | 75,74             | 2600           | Alexandrin, e           | 34,3                | S  | 6                    | Iberville                          |
| 56060  | Sainte-Anne-de-Sabrevois       | Parroquia | 01.03.1888            | 48,42            | 3,57            | 44,85             | 2095           | Sabrevoisien, ne        | 46,7                | S  | 6                    | Iberville                          |
| 56065  | Saint-Blaise-sur-Richelieu     | Municipio | 20.06.1892            | 71,98            | 2,23            | 69,75             | 1819           | Blaisois, e             | 26,1                | S  | 6                    | Saint-Jean                         |
| 56083  | Saint-Jean-sur-Richelieu       | Ciudad    | 24.01.2001            | 233,74           | 7,00            | 226,74            | 94 636         | Johannais. e            | 417,4               | D  | 12                   | Iberville, Saint-Jean              |
| 56097  | Mont-Saint-Grégoire            | Municipio | 21.12.1994            | 81,16            | 0,25            | 80,91             | 3133           | Grégorien, ne           | 38,7                | S  | 6                    | Iberville                          |
| 56105  | Sainte-Brigide-d'Iberville     | Municipio | 01.07.1855            | 70,69            | 0,07            | 70,62             | 1377           | Brigidien, ne           | 19,5                | S  | 6                    | Iberville                          |
| 560    | Le Haut-Richelieu              | MRC       | 01.01.1982            | 996,13           | 60,07           | 936,06            | 117 050        | .                       | 125,0               | -  | -                    | Huntingdon, Iberville y Saint-Jean |

DT : división territorial, D distritos, S sin división ; CEP circunscripción electoral provincial